# مايك جونز (لاعب كرة قدم أمريكية)
مايك جونز (بالإنجليزية: Mike Jones)‏ هو مدرب رياضي أمريكي، ولد في 15 أبريل 1969 في كانساس سيتي في الولايات المتحدة.

## وصلات خارجية
- مايك جونز على موقع مرجع كرة القدم المحترفة.كوم (الإنجليزية)
- مايك جونز على موقع JustSportsStats.com (الإنجليزية)